# إيرل روبنسون
إيرل روبنسون هو لاعب هوكي الجليد كندي، ولد في 11 مارس 1907 في مونتريال في كندا، وتوفي في 8 سبتمبر 1986.

## وصلات خارجية
- إيرل روبنسون على موقع دوري الهوكي الوطني (الإنجليزية)
- إيرل روبنسون على موقع EliteProspects.com (الإنجليزية)
- إيرل روبنسون على موقع HockeyDB.com (الإنجليزية)
- إيرل روبنسون على موقع Hockey-Reference.com (الإنجليزية)